# Pantonyssus suturale
Pantonyssus suturale là một loài bọ cánh cứng trong họ Cerambycidae.